# Chi Me keo
Chi Me keo, tên khoa học Pithecellobium, là một chi thực vật có hoa trong họ Đậu.

## Danh sách loài
- Pithecellobium albicaule
- Pithecellobium acreanum
- Pithecellobium bahamense
- Pithecellobium benthamianum
- Pithecellobium bertolonii
- Pithecellobium bigeminum
- Pithecellobium bifoliolatum
- Pithecellobium bijugatum
- Pithecellobium bipinnatum
- Pithecellobium brevipes
- Pithecellobium brownii
- Pithecellobium caesalpinioides
- Pithecellobium campechense
- Pithecellobium candidum
- Pithecellobium circinale
- Pithecellobium cochliacarpum
- Pithecellobium cochliocarpum
- Pithecellobium concinnum
- Pithecellobium cordifolium
- Pithecellobium cynodonticum
- Pithecellobium decandrum
- Pithecellobium discolor
- Pithecellobium diversifolium
- Pithecellobium domingense
- Pithecellobium dulce
- Pithecellobium elachistophyllum
- Pithecellobium elegans
- Pithecellobium excelsum
- Pithecellobium filipes
- Pithecellobium flavovirens
- Pithecellobium furcatum
- Pithecellobium glaucescens
- Pithecellobium glaucum
- Pithecellobium guaraniticum
- Pithecellobium guaricense
- Pithecellobium guatemalense
- Pithecellobium gummiferum
- Pithecellobium halogenes
- Pithecellobium hansemannii
- Pithecellobium histrix
- Pithecellobium hymenaeafolium
- Pithecellobium insigne
- Pithecellobium jiringa
- Pithecellobium johansenii
- Pithecellobium keyense
- Pithecellobium laetum
- Pithecellobium lanceolatum
- Pithecellobium larensis
- Pithecellobium lentiscifolium
- Pithecellobium leucosericeum
- Pithecellobium longipendulum
- Pithecellobium macrandrium
- Pithecellobium maestrense
- Pithecellobium marthae
- Pithecellobium mataybifolium
- Pithecellobium micradenium
- Pithecellobium microchlamys
- Pithecellobium minutum
- Pithecellobium mucronatum
- Pithecellobium nicoyanum
- Pithecellobium obliquifoliolatum
- Pithecellobium oblongum
- Pithecellobium obovale
- Pithecellobium pachypus
- Pithecellobium peckii
- Pithecellobium pistaciifolium
- Pithecellobium platycarpum
- Pithecellobium racemiflorum
- Pithecellobium roseum
- Pithecellobium salutare
- Pithecellobium seleri
- Pithecellobium spinulosum
- Pithecellobium splendens
- Pithecellobium steyermarkii
- Pithecellobium striolatum
- Pithecellobium tenue
- Pithecellobium tonduzii
- Pithecellobium tuerckheimii
- Pithecellobium unguis-cati
- Pithecellobium velutinum
- Pithecellobium vietnamense
- Pithecellobium villiferum